# Laurent Mekies

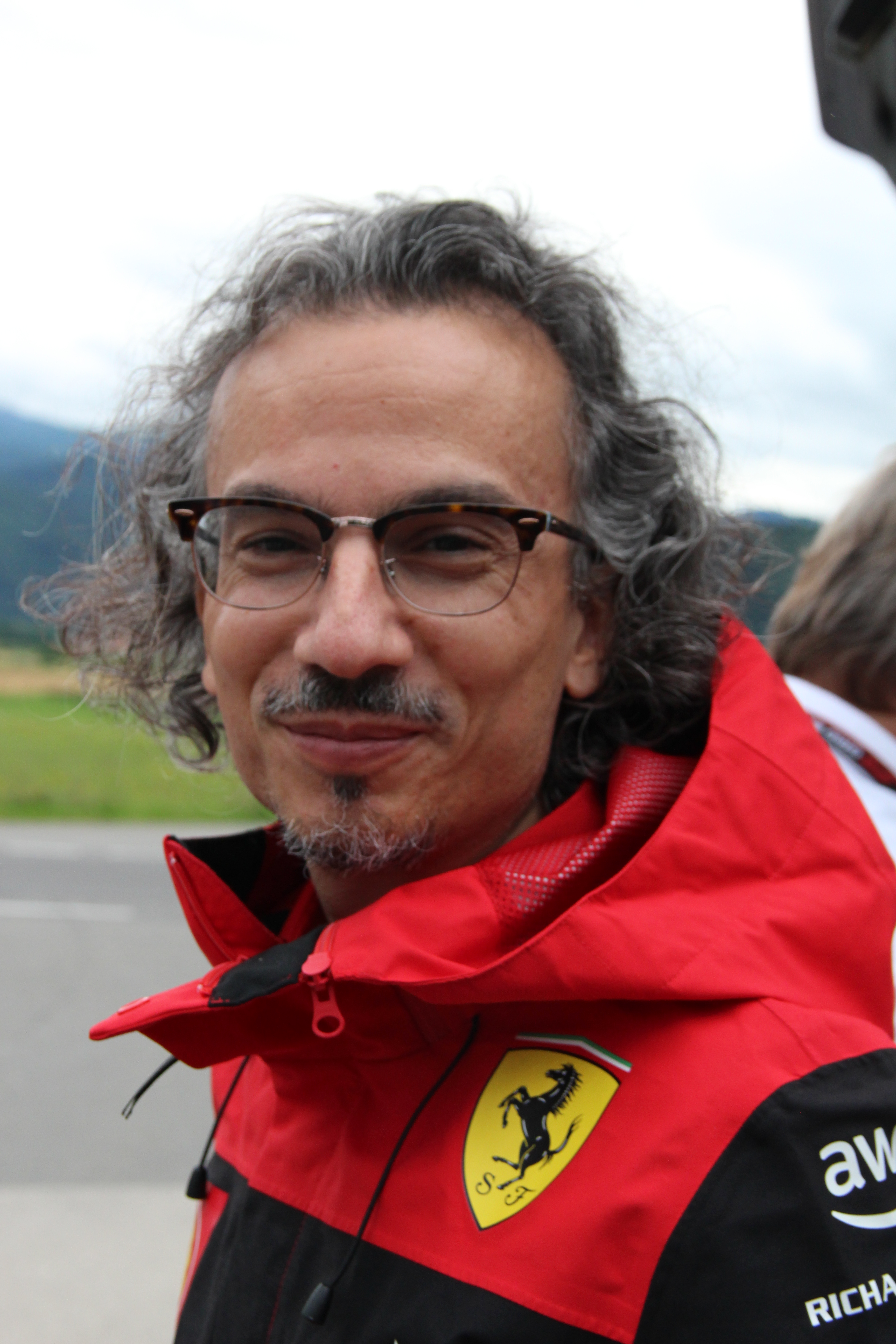
Laurent Mekies (2022)

Laurent Mekies (* 28. April 1977 in Tours) ist ein französischer Motorsportingenieur und seit Juli 2025 Teamchef des Formel-1-Rennstalls Red Bull Racing.

## Karriere
Mekies erhielt einen Master in Maschinenbau von der École supérieure des techniques aéronautiques et de construction automobile, wobei er das letzte Jahr an der Loughborough University studierte.
2001 arbeitete er bei Arrows Grand Prix International erstmals in der Formel 1. Im folgenden Jahr wechselte er zum Team Minardi. 2006 wurde er Chefingenieur als das Team durch den österreichischen Energydrink-Hersteller Red Bull übernommen und in Scuderia Toro Rosso umbenannt wurde.
2014 wechselte Mekies als Sicherheitsbeauftragter zur Fédération Internationale de l’Automobile. 2016 wurde er stellvertretender Renndirektor der FIA bei Formel-1-Rennen als Nachfolger von Herbie Blash. Im September 2018 wechselte er als Sportdirektor zur Scuderia Ferrari. Im April 2023 wurde bekannt gegeben, dass Mekies die Rolle des Teamchefs von Franz Tost beim Rennstall Scuderia AlphaTauri (heutzutage Visa Cash App RB Formula One Team) zu einem unbestimmten Zeitpunkt übernehmen werde. Im Januar 2024 übernahm er die Rolle des Teamchefs von Franz Tost. Im Juli 2025 übernahm er nach dem Ausscheiden von Christian Horner dessen Amt als CEO von Red Bull Racing.